# Pterocaesio marri
Pterocaesio marri is een straalvinnige vis uit de familie van Caesionidae, orde baarsachtigen (Perciformes), die voorkomt in het westen van de Indische Oceaan, het oosten van de Indische Oceaan, het noordwesten, de Grote Oceaan, de Grote Oceaan.

## Anatomie
Pterocaesio marri kan een maximale lengte bereiken van 35 cm. Van de zijkant gezien heeft het lichaam van de vis een normale vorm, van bovenaf gezien is de vorm het best te typeren als gedrongen. De kop is min of meer recht. De ogen zijn normaal van vorm en zijn symmetrisch. 
De vis heeft één zijlijn, één rugvin en één aarsvin. Er zijn tien stekels en 14 tot 16 vinstralen in de rugvin en drie stekels en 11 tot 13 vinstralen in de aarsvin.

## Leefwijze
Pterocaesio marri is een zoutwatervis die voorkomt in een tropisch klimaat.  De soort is voornamelijk te vinden in zeeën, oceanen en koraalriffen. 
Het dieet van de vis bestaat hoofdzakelijk uit dierlijk voedsel, waarmee het zich voedt door selectief plankton uit het water te filteren.

## Relatie tot de mens
Pterocaesio marri is voor de visserij van beperkt commercieel belang. De soort komt niet voor op de Rode Lijst van de IUCN. 